# تورو ناکامورا (هنرپیشه)
تورو ناکامورا (به ژاپنی: Tōru Nakamura) (زادهٔ ۵ سپتامبر ۱۹۶۵) هنرپیشه اهل ژاپن است.
از فیلم‌ها یا مجموعه‌های تلویزیونی که وی در آن‌ها نقش داشته‌است می‌توان به پلیس‌های جن-ایکس اشاره نمود.